# Alsó-Egyiptom és Felső-Egyiptom egyesítése

Alsó-Egyiptom (Lower Egypt) és Felső-Egyiptom (Upper Egypt)

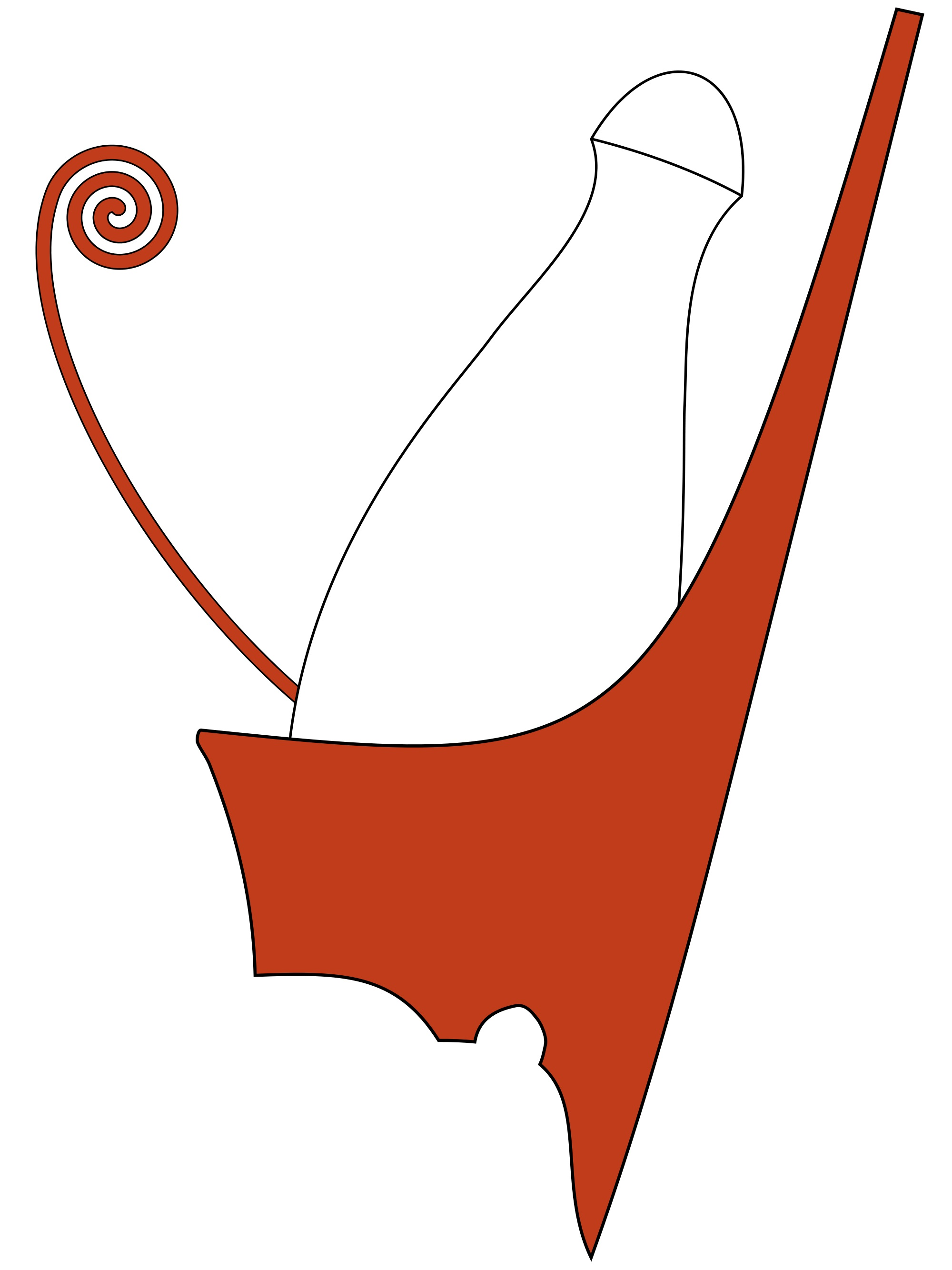
Az egyesített korona

## Alsó-Egyiptom és Felső-Egyiptom egyesítése
Az ókori Egyiptom két része, a Nílus delta vidékén Alsó-Egyiptom és az attól délre fekvő Felső-Egyiptom. Az elnevezés a Nílus áramlásából származik, a felvidéki Kelet-Afrika részéről észak felé a Földközi-tenger felé áramlik.
Az egyesítés i. e. 2955 körül történt, mindkét rész megtartotta saját királyi jelvényeit, így a fáraók a két föld fölött uralkodtak és az egyesített koronát viselték. A Fehér Korona Felső-Egyiptomot és a Vörös Korona Alsó-Egyiptomot jelképezte.

## Fáraó
Nagyon kevés emlék maradt fent ebből korszakból, ezért igazából nagyon keveset tudunk az egyesítésről, azonban azt tudjuk, hogy valamikor az időszámításunk előtti harmadik évezred elején történt, amikor a felső-egyiptomi király megszállta és elfoglalta Alsó-Egyiptomot.
A két királyság egységes uralkodója viselte a fáraó címet. Vallási szempontból fontos, hogy egész Egyiptom imádta a fáraót mint sólyom-Isten Hórusz megtestesülését. Tehát a fáraó címet a két ország fölötti egységes uralkodó viselhette és közismerten Menes volt az első fáraó Egyiptomban, más források szerint azonban az első fáraó neve Narmer. Sok tudós gondolja úgy, hogy ez a két név ugyanazt a személyt jelenti.

## Narmer
A történészek között vita, hogy ki volt az egyesítő harcos király. Van olyan érv, hogy az Első Dinasztia második királya Hór-Aha. Mások azt állítják, hogy csak a második dinasztia utolsó királya Haszehemui, mivel a birodalom, nem volt igazából egységes, csak az ő uralkodása alatt vált azzá, azonban ennek ellentmond, hogy már előtte is ábrázoltak királyt, aki viselte az egyesített koronát.
A Narmer-paletta szerint egyértelműen Narmer, az első dinasztia első királya (ie. 3150 - ie. 2613) már viselte az egyesített koronát így általánosan elfogadott, hogy az ő uralkodása alatt került sor az egyesítésre.